# Renshan
Renshan (kinesiska: 稔山) är en köping i sydöstra Kina. Den ligger i Huidong härad i staden Huizhou i provinsen Guangdong,  omkring 160 kilometer öster om provinshuvudstaden Guangzhou. Antalet invånare är 63 662. Befolkningen består av 31 235 kvinnor och 32 427 män. Barn under 15 år utgör 20,0 %, vuxna 15-64 år 70 %, och äldre över 65 år 9,0 %.